# Jean-Baptiste Dufart
Jean-Baptiste Dufart (né en 1752 à Bayonne et mort dans la nuit du 19 au 20 février 1820 à Bordeaux) est un architecte français.

## Biographie

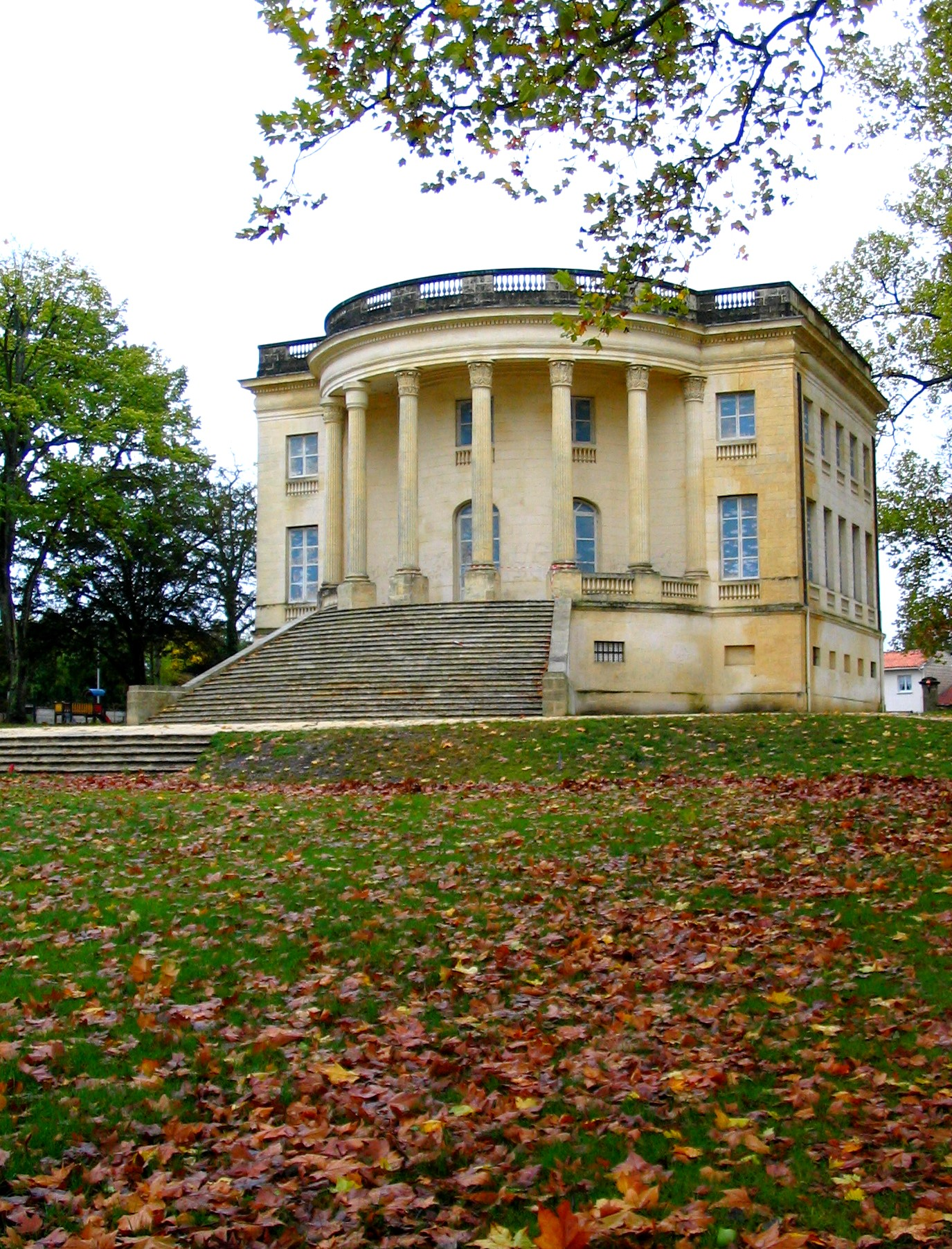
Château Peychotte

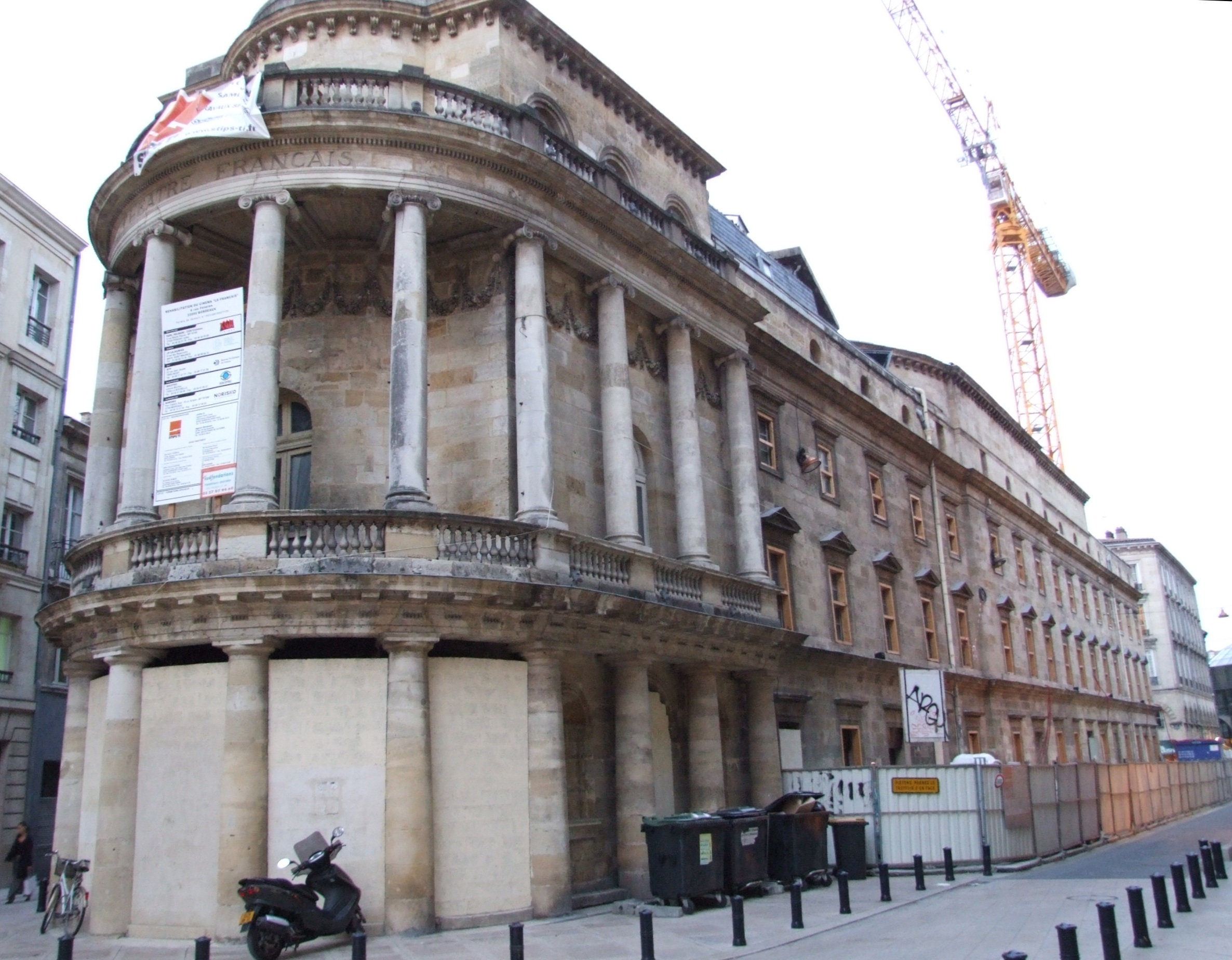
Théâtre Français de Bordeaux

Jean-Baptiste Dufart est né à Bayonne où il a dû commencer son apprentissage de dessinateur. Quand il arrive à Bordeaux, en 1769, il est un dessinateur suffisamment formé pour intégrer directement le service de la voirie de la ville placé sous la direction de l'architecte Richard-François Bonfin.
En 1774, probablement grâce à l'appui de Bonfin, il entre comme dessinateur dans le cabinet de Victor Louis pour la construction du Grand Théâtre de Bordeaux aux appointements de 800 livres par an. Il va être le collaborateur de Victor Louis pendant dix ans.
En 1783, il s'occupe du pont de Sainte-Bazeille qui a été construit un peu plus tard.
Pour assurer sa formation, Dufart a acheté plusieurs livres traitant des usages des mathématiques dans la construction et la perspective. L'inventaire de sa bibliothèque fait après sa mort donne des livres consacrés aux différents ordres architecturaux et aux œuvres de plusieurs architectes. C'est probablement cette connaissance qui l'a conduit à introduire à Bordeaux le dorique "archaïque". Dufart n'est jamais allé en Italie, c'est donc dans les livres et au cours de sa formation dans les cabinets de Bonfin et de Louis qu'il a acquis sa connaissance de l'Antiquité et de l'architecture.
Si la seconde partie du XVIIIe siècle a voulu revenir à la simplicité grecque et romaine dans l'architecture néoclassique, elle s'est aussi passionnée pour un retour à la Nature. Il s'est intéressé à la mise en scène des jardins, en particulier par l'utilisation de l'eau. On trouve plusieurs livres traitant de ce sujet dans l'inventaire de sa bibliothèque.
Il est agréé par l'Académie de peinture, sculpture, architecture civile et navale de Bordeaux, en 1787. Il commence alors sa carrière d'architecte avec la réalisation du château du Burck, à Ambès, et le château Peychotte. Au Salon de 1787, dans lequel exposent les membres de l'Académie, il montre les plans du château du Burck, maison de campagne de M. de Navarre, du château de Feuillas, sur les coteaux de Floirac, ainsi qu'un projet de maison.
Sur les tableaux de l'Académie de Bordeaux il porte le titre d'architecte-ingénieur de l'ordre de Malte et de la Comédie.
La Révolution française est l'occasion de nombreuses fêtes. Il a organisé de nombreuses fêtes publiques, révolutionnaires, et champêtres pour lesquelles il y avait des feux d'artifice. Il a été le créateur des premières kermesses champêtres au Tivoli bordelais ainsi que des fêtes pyrotechniques. En 1791, il a élevé l'autel de la Patrie au Champ-de-Mars.
Il construit, entre 1793 et 1800, l'hôtel Fenwick pour Joseph Fenwick, premier consul des États-Unis à Bordeaux nommé par George Washington, et le théâtre Français, ouvert le 12 décembre 1800, à Bordeaux. Il s'était réservé dans le théâtre un logement qui porte encore le nom de pavillon Dufart.
En 1805, il publie les emblèmes qui décoraient la Loge du Triangle qui se trouvaient dans la maison de Bardineau.
Il est nommé ingénieur de la voirie de Bordeaux en 1806 où il succède à l'architecte François Lhote. Après le choix de son projet d'urbanisme, cette position va lui permettre d'être nommé en 1817 directeur du projet de la place Louis XVI, actuelle place des Quinconces, à l'emplacement du château Trompette. Quand il meurt, le château est détruit mais la nouvelle place commence à peine à apparaître.
On connaît de lui un plan du palais Gallien dessiné à l'échelle de 40 toises, gravé par Lagardette, pour l' Histoire de la ville de Bordeaux, de dom Devienne.

## Principales réalisations
- 1783 : il travaille sur le projet du pont de Sainte-Bazeille ;
- 1785-1789 : château Peychotte ;
- 1787 : maison de maître dite château du Burck à Ambès, pour Monsieur de Navarre lieutenant général de l'amirauté[2] ;
- 1787 : château de Feuillas, à Floirac, pour un conseiller au Parlement de Bordeaux ;
- 1793-1800 : théâtre Français de Bordeaux ;
- 1795 : hôtel Fenwick, à Bordeaux[3] ;
- 1813 : château de Marcellus à Marcellus[4] ;
- 1817-1820 : il fournit les plans de la place des Quinconces de Bordeaux, réalisée entre 1818 et 1828, à l'emplacement du château Trompette. Il dirige les travaux jusqu'à sa mort. Ses plans sont inspirés de ceux qui avaient été présentés par Victor Louis et Louis Combes.

### Publications
- Plan du palais Gallien dessiné à l'échelle de 40 toises, gravé par Lagardette, pour l'Histoire de la ville de Bordeaux, de dom Devienne.